# Таоюань (район)
Таоюа́нь (кит. трад. 桃園, пиньинь Táoyuán) — район города центрального подчинения Таоюань.

## История
В XVIII веке здесь поселились переселенцы народа хакка. Они сажали в окрестностях персиковые деревья и назвали местность «Тао-ах-юань», что означает «персиковый сад». Затем это название преобразовалось в «Таоюань», и под этим названием поселение упоминается в документах империи Цин в 1888 году.
После Второй мировой войны поселение стало волостью Таоюань уезда Таоюань. 25 декабря 2014 года уезд Таоюань был преобразован в город центрального подчинения Таоюань; бывшая волость Таоюань стала районом Таоюань в его составе.